# 蘋果汁

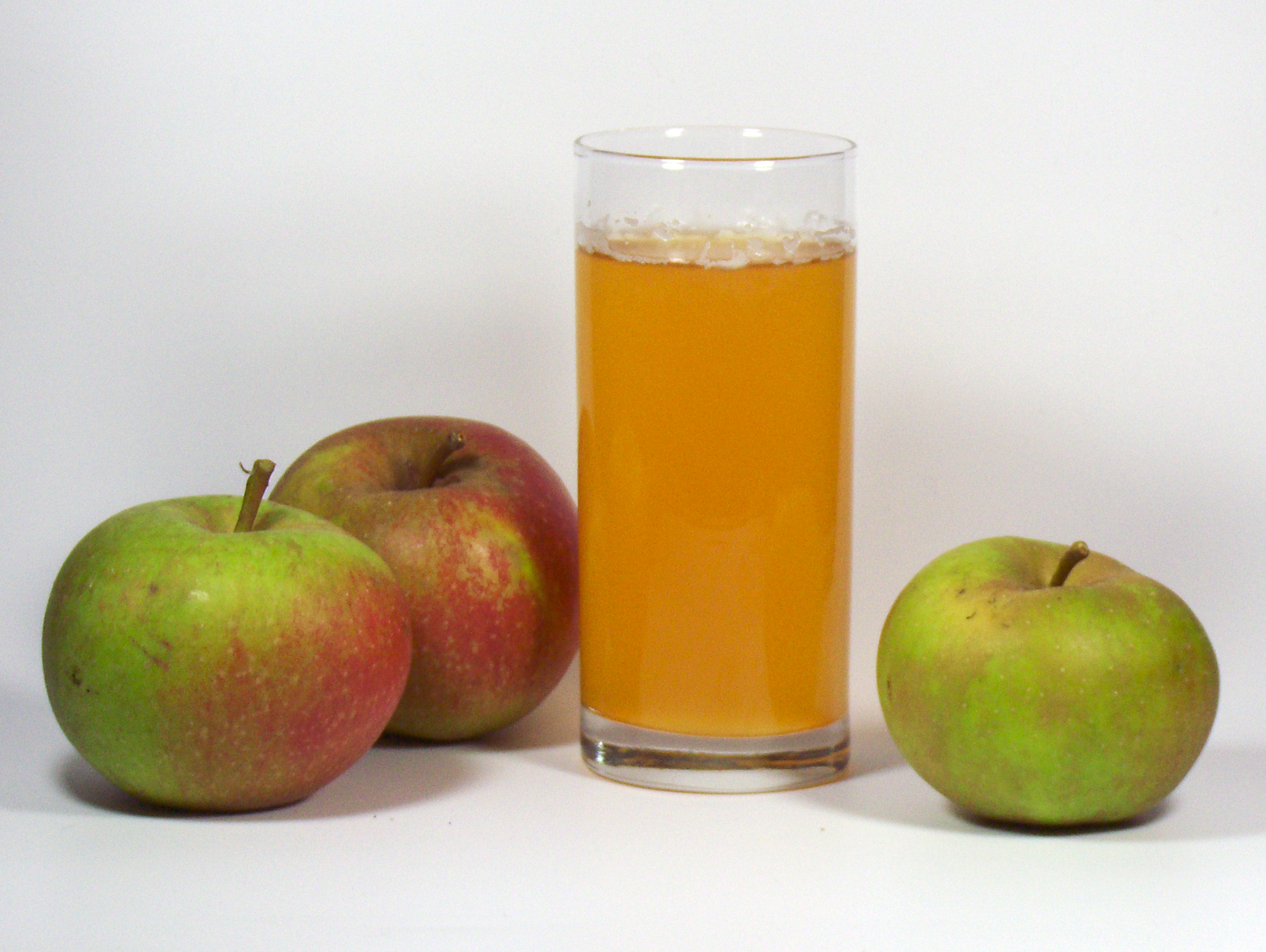
蘋果汁

蘋果汁（英語：apple juice），是從蘋果果肉榨出的果汁。在榨汁之後，通常會再經由酵素或離心沈澱方式，移除其中的澱粉及果膠，讓果汁看起來清澈。

## 製造過程
蘋果汁的製造是先壓榨蘋果果肉，再將果汁部分過濾出來，通常在工廠中會再進行低溫殺菌處理。
由於自製蘋果汁的過程必須榨汁再將果肉殘渣過濾掉而相當麻煩，通常只有工廠會大量生產蘋果汁，和極容易自製的柳橙汁或檸檬汁競爭。目前蘋果汁是全世界普遍的果汁之一，且為美國最普遍的果汁，生產蘋果汁的工廠主要分布在中國和美國。

## 用途
蘋果汁無論對於成人或兒童皆是常被購買的飲料，但在北美洲，生產蘋果汁的廠商會將其市場鎖定在兒童族群，兒童通常被認為是蘋果汁的主要消費者。另外，蘋果汁也可以作為某些雞尾酒的成分。

## 營養價值
蘋果汁富含多酚类物质。除了大多數水果都富含的維生素C之外，蘋果汁也含有硼等有益於骨骼健康的礦物質。

## 蘋果西打
在美國以及大部份的加拿大地區，從蘋果直接榨取出來，未經過濾的果汁，稱為蘋果西打（Apple Cider）。而蘋果汁（Apple juice）專指在榨取後再經過濾處理，變得清澈的蘋果果汁。
在英國、愛爾蘭、澳大利亞與紐西蘭等地區，西打（Cider）專門用來指經發酵後的蘋果酒。而未過濾的蘋果原汁，有時被稱為蘋果濁汁（cloudy apple juice）。